# Charles C. Conley
Charles Cameron Conley (26 de setembre de 1933- 20 de novembre de 1984) va ser un matemàtic estatunidenc que va treballar en els sistemes dinàmics.
Charles C. Conley no s'ha de confondre amb el matemàtic Charles H. Conley (professor de la Universitat de North Texas a Denton).

## Vida
Charles C. Conley va néixer a Royal Oak, Michigan.
Es va doctorar el 1962 sota la supervisió de Jürgen Moser a l'Institut de Tecnologia de Massachusetts (on també va ser instructor de Moore) (On some long periodic solutions of the plane restricted three body problem). Va ser professor a la Universitat of Wisconsin a Madison.
Entre els seus estudiants de doctorat figuren Konstantin Mischaikow i Richard McGehee. El 1970 va ser convidat ponent al Congrés Internacional de Matemàtics a Niça (On the continuation of invariant sets of a flow).

## Obra
Les seves principals contribucions han estat:
- "Teoria de l'índex de Conley"

Conley va desenvolupar una teoria que porta el seu nom: Índex topològic dels sistemes dinàmics. Es fa servir la teoria de Morse i va ser un punt de partida per al desenvolupament de l'homologia de Floer.
- "Teorema de Conley-Zehnder".

Amb Eduard Zehnder va demostrar el 1983 la conjectura d'Arnold de la geometria simplèctica de torus de dimensió arbitrària ("teorema de Conley-Zehnder").

## Obres
- Conley Isolated invariant sets and the Morse index, CBMS Regional Conference Series in Mathematics, 38. American Mathematical Society, Providence, R.I., 1978
- Conley, Zehnder The Birkhoff-Lewis fixed point theorem and a conjecture of V.I.Arnold, Inventiones Mathematicae, Band 73, 1983, S. 33-49
- Conley, Zehnder Morse type index theory for flows and periodic solutions for Hamiltonian systems, Communications in Pure and Applied Mathematics, Band 37, 1984, S. 207-253